# Apaches (Parigi)
Apaches è un termine generico che serve a definire delle bande criminali di Parigi nel periodo della Belle Époque ed entrato in voga all'inizio del XX secolo. Esso è il risultato di una costruzione mediatica basata su un articolo di cronaca. Nel 1902 due giornalisti parigini, Arthur Dupin e Victor Morris chiamarono così i piccoli mascalzoni e malavitosi di rue de Lappe e i prossenèti del quartiere di Belleville, che si differenziavano dalla teppa e dalla malavita comune per il voler farsi notare.

## Descrizione

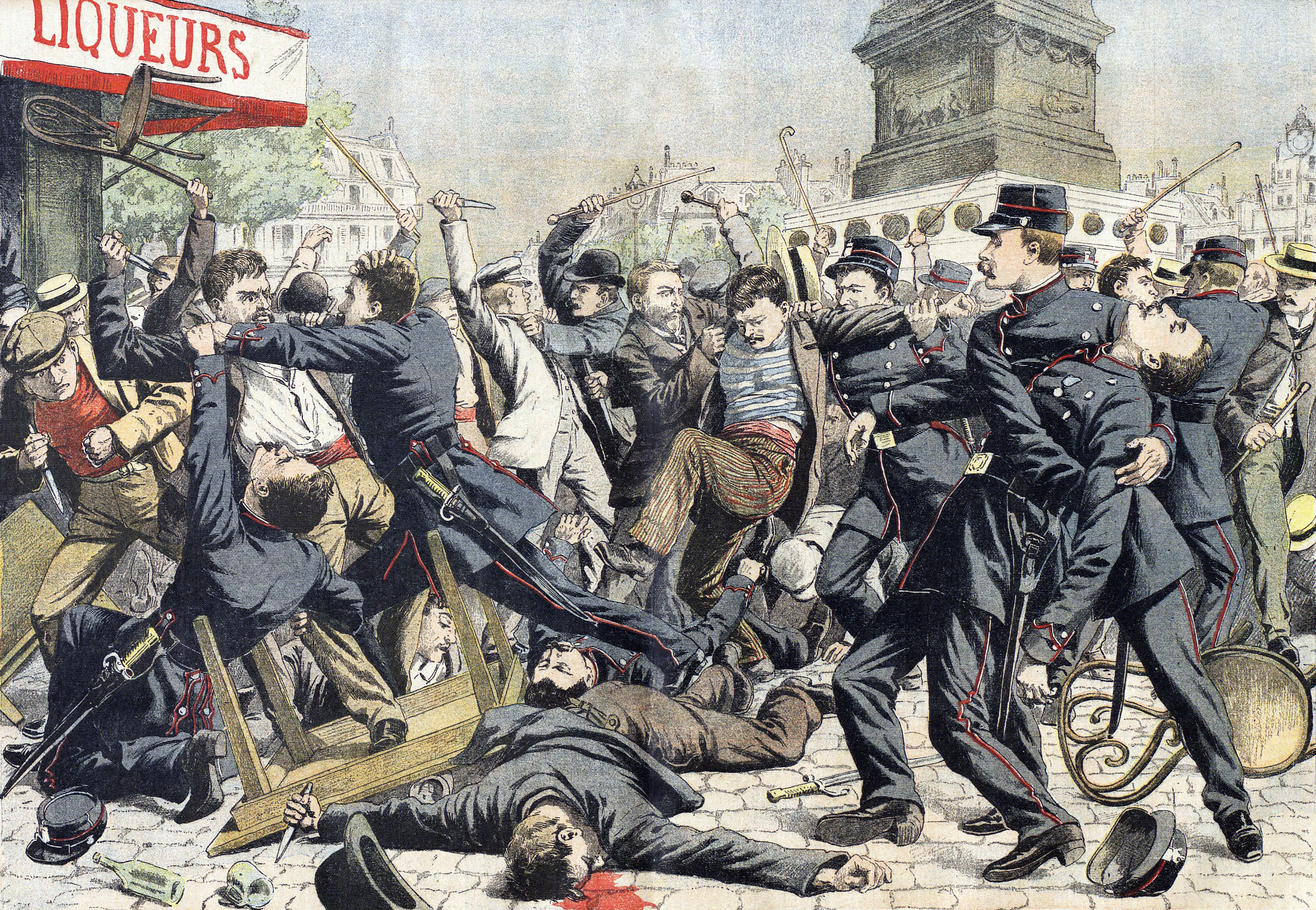
Apaches che si ribellano alla polizia. Parigi, 1904

Gli Apaches si muovevano in bande, con abbigliamenti bizzarri particolari che permettevano loro di distinguersi. L'elemento più importante di questi abbigliamenti stava nelle calzature. Qualunque esse fossero, dovevano brillare, soprattutto agli occhi della loro banda e delle loro amanti.
Un Apache era descritto come un giovane abbigliato con stivaletti gialli, giacca in stoffa lucida nera (o corpetto blu) semiaperta su una camicia sgualcita o su una maglia rigata,  cintura in flanella rossa, pantaloni a zampa d'elefante di Bénard e berretto a ponte (casquette à haute passe) "avvitato" su una capigliatura liscia e impomatata raccolta in tirabaci. Originari dei quartieri alti dell'est parigino, come Ménilmuche o Belleville, essi invadevano a notte fonda la Bastoche o la Mouff'. Per soddisfare le loro esigenze essi praticavano, a seconda della loro età e delle loro esperienza, il gioco (il bonneteau, gioco delle tre carte), il prossenetismo o altre attività truffaldine. Alcuni di loro erano particolarmente violenti e non esitavano a commettere omicidi.
La presenza e il ruolo attivo delle donne nei misfatti attribuiti agli Apaches come la licenziosità dei loro comportamenti confliggevano con la mentalità dell'epoca.
Un esempio particolarmente significativo sulla stampa del ruolo delle donne in questo universo fu quello di Amélie Élie, immortalato in seguito da Simone Signoret nel film Casco d'oro di Jacques Becker, che fu al centro di una lotta fra due sostenitori, Leca e Manda, nel 1902.

## Estratto dalPetit Journaldel 20 ottobre 1907

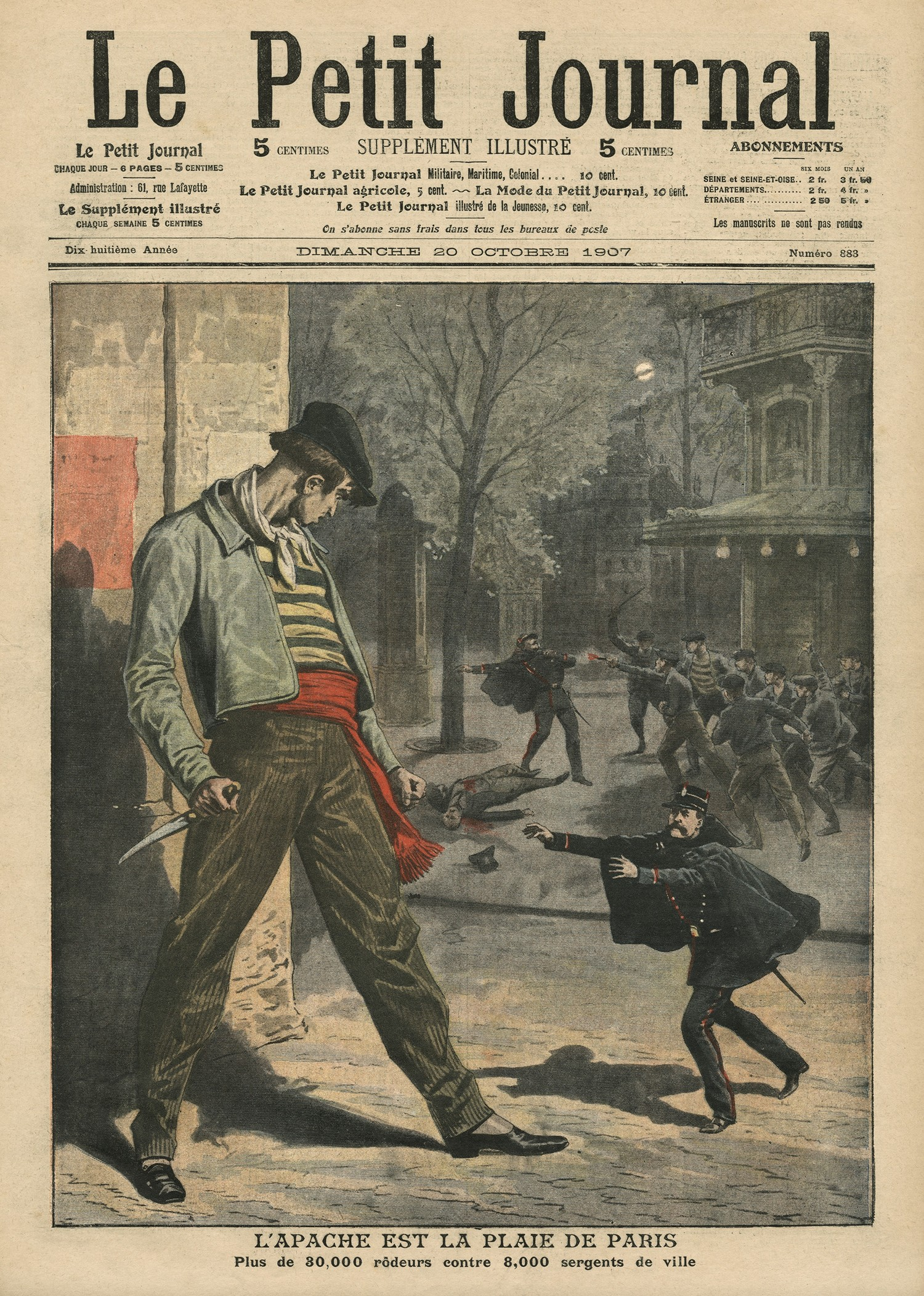
« L'apache est la plaie de Paris.
Plus de 30 000 rôdeurs contre 8 000 sergents de ville. »
Le Petit Journal. 20 octobre 1907.

On évalue aujourd'hui à au moins 70 000 le nombre de rôdeurs — presque tous des jeunes gens de quinze à vingt ans — qui terrorisent la capitale. Et, en face de cette armée encouragée au mal par la faiblesse des lois répressives et l'indulgence inouïe des tribunaux, que voyons-nous?... 8 000 agents pour Paris, 800 pour la banlieue et un millier à peine d'inspecteurs en bourgeois pour les services dits de sûreté. Ces effectifs qui, depuis quinze ans n'ont guère été modifiés, sont absolument insuffisants pour une population dont l'ensemble — Paris et banlieue — atteint, le chiffre énorme de 4 millions d'habitants. C'est ce que nous avons voulu démontrer dans la composition si artistique et si vivement suggestive qui fait le sujet de notre première gravure.»
(Le Petit Journal del 20 ottobre 1907, L'apache est la plaie de Paris.
Plus de 30 000 rôdeurs contre 8 000 sergents de ville.)

## Origine
Le Petit Journal illustré del 23 gennaio 1910 indica le origini del termine:
C'est au commissariat de Belleville que, pour la première fois, ce terme fut appliqué à nos jeunes malandrins des faubourgs. Ce soir-là, le secrétaire du commissariat interrogeait une bande de jeunes voyous qui, depuis quelque temps, ensanglantait Belleville par ses rixes et ses déprédations et semait la terreur dans tout le quartier. La police, enfin, dans un magistral coup de filet, avait réussi à prendre toute la bande d'un seul coup, et les malandrins, au nombre d'une douzaine, avaient été amenés au commissariat où le « panier à salade » allait bientôt venir les prendre pour les mener au Dépôt.
En attendant, les gredins subissaient un premier interrogatoire. Aux questions du secrétaire, le chef de la bande, une jeune « Terreur » de dix-huit ans, répondait avec un cynisme et une arrogance extraordinaires. Il énumérait complaisamment ses hauts faits et ceux de ses compagnons, expliquait avec une sorte d'orgueil les moyens employés par lui et par ses acolytes pour dévaliser les magasins, surprendre les promeneurs attardés et les alléger de leur bourse ; les ruses de guerre, dont il usait contre une bande rivale avec laquelle lui et les siens étaient en lutte ouverte. Il faisait de ses exploits une description si pittoresque, empreinte d'une satisfaction si sauvage, que le secrétaire du commissariat l'interrompit soudain et s'écria:
— Mais ce sont là de vrais procédés d'Apaches.
Apaches !... le mot plut au malandrin... Apaches ! Il avait lu dans son enfance les récits mouvementés de Mayne Reid, de Gustave Aimard et de Gabriel Ferry... Apaches !... oui l'énergie sombre et farouche des guerriers du Far West était assez comparable à celle que déployaient aux alentours du boulevard extérieur les jeunes scélérats qui composaient sa bande... Va, pour Apaches! Quand les gredins sortiront de prison — ce qui ne dut pas tarder, vu l'indulgence habituelle des tribunaux — la bande se reconstitua sous les ordres du même chef, et ce fut la bande des « Apaches de Belleville ».
Et puis le terme fit fortune. Nous eûmes bientôt des tribus d'apaches dans tous les quartiers de Paris : tant et si bien que le mot prit son sens définitif et qu'on ne désigna plus, autrement les rôdeurs de la grande ville.
Aujourd'hui l'expression est consacrée ; la presse l'emploie journellement, car les apaches ne laissent pas passer un jour sans faire parler d'eux... Il ne manque plus que de la voir accueillie par le dictionnaire de l'Académie...»

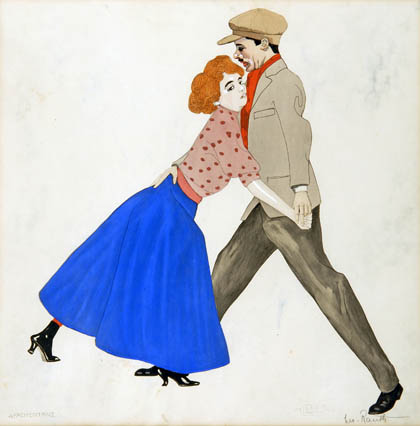
Dal fait divers alla moda: la "danza degli Apaches" (Leo Rauth, 1911).

Fu al commissariato di Belleville che questo termine è stato applicato per la prima volta ai nostri giovani delinquenti dei sobborghi. Quella sera il segretario del commissariato interrogava una banda di giovani malviventi che, da qualche tempo, insanguinava Belleville con le sue risse e le sue rapine e seminava il terrore in tutto il quartiere. La polizia, infine, con una magistrale retata, era riuscita a prendere tutta la banda in un sol colpo e i malandrini, nel numero di una dozzina, erano stati portati al commissariato ove lo «sgocciolatoio» stava per venirli a prendere e portarli al Dépôt. In attesa i bricconi subivano un primo interrogatorio. Alle domande del segretario, il capo della banda, un giovane "Terrore" di diciotto anni, rispondeva con un'arroganza e un cinismo straordinari. Egli enumerava compiaciuto i suoi misfatti e quelli dei suoi compagni, spiegando con una specie di orgoglio i mezzi utilizzati da lui e dai suoi accoliti per svaligiare i magazzini, sorprendere i passanti attardatisi e alleggerirli delle loro borse e le astuzie di guerra che egli utilizzava contro una banda rivale con la quale lui e i suoi erano in conflitto aperto. Egli faceva delle sue imprese una descrizione pittoresca, improntata da una soddisfazione selvaggia, che il segretario del commissariato l'interruppe improvvisamente e gridò:
— Ma questi sono dei veri comportamenti d'Apache.
Apache!... La parola piacque al malandrino… Apache!...Egli aveva letto nella sua infanzia i racconti più movimentati di Mayne Reid, di Gustave Aimard e di Gabriel Ferry… Apache!...o l'energia oscura e feroce dei guerrieri del Far West era paragonabile a quella che spiegavano dalle parti dei  boulevard extérieur [viali esterni, n.d.r. ] i giovani scellerati che componevano la sua banda… Vada per Apaches! Quando i bricconi usciranno di prigione – ciò che non deve tardare, vista l'indulgenza abituale dei tribunali – la banda si ricostituirà agli ordini del medesimo capo, e questa fu la banda degli "Apaches di Belleville". In seguito il termine ebbe fortuna. Noi avemmo presto delle tribù di apache in tutti i quartieri di Parigi: tanti e così bene che il termine assunse il suo significato definitivo e che non ne designò altro che i rapinatori della grande città.
Oggi l'espressione è consacrata; la stampa la usa giornalmente poiché gli apaches non lasciano trascorrere un giorno senza che si parli di essi… Manca solo più di vederlo accolto dal Dizionario dell'Accademia…»
(Estratto da Le Petit Journal del 20 ottobre 1907)

### Il nome
Se alcuni attribuiscono la paternità di quest'espressione ai redattori-capo dei principali quotidiani del periodo che riportavano le imprese di questi delinquenti (Le Matin e Le Petit Journal), altri ci vedono un'appropriazione del nome da parte degli stessi delinquenti, ancora impregnati delle narrazioni degli ultimi, veri Apache, fra i quali Geronimo stesso, che negli anni 1880 saccheggiavano, incendiavano e assassinavano e poi passavano da un paese all'altro per evitare la repressione. 
Si trattò di una metafora di coloro che sono sempre in fuga e mai sottomessi.

### Il fenomeno
L'esposizione crescente di grandi processi portò loro il fascino da parte di una frangia della popolazione. Ma si deve anche tenere presente il ruolo dei grandi giornali parigini che non esitavano a mettere in luce gli exploit di queste bande e ad alimentare il sentimento d'insicurezza che alimentava il fenomeno.

## La scomparsa
La popolazione dei sobborghi, all'inizio spaventata da queste bande, così come le osterie e le carbonerie degli alverniati, che non tardarono a venir assimilati, agli occhi del popolo, a questi malfattori, finirono con l'abbandonarli, sotto la pressione dei giornali e gli sforzi della polizia. Nel 1920 il termine Apaches non veniva già più utilizzato, senza dubbio a seguito delle perdite causate dalla prima guerra mondiale su questa generazione.
Il termine fu tuttavia ripreso con il montare del sentimento anti-americano nel 1923, per criticare la condotta degli americani in Francia, in particolare le risse e le espulsioni di clienti neri, imputate al pregiudizio razziale americano. Si affermò anche che Montmartre non sarebbe stata la colonia degli Apache.

## Canzoni, danze, spettacoli
- Aristide Bruant canta Chez les Apaches e Chant d'Apaches.
- Jean Sinoël canta Y a des apaches dans la maison.
- I Bérurier Noir cantano Nuit apache, Abracadaboum (1987).
- Red Cardell canta La Valse des Apaches,[6] tratto dall'album Soleil blanc (2010).
- La danse Apache è una danza nata dalla cultura popolare negli anni 1920, seguendo l'esempio della giava, ma essa è molto più drammatica e litigiosa. Questa danza viene spesso descritta come mimasse una "discussione" fra un prosseneta e una prostituta.
- Macha Makeïeff ha creato lo spettacolo teatrale e di danza chiamato Les Apaches, piombato nell'intimità dei camerini di un vecchio music-hall ove gli attori, danzatori e acrobati mimano e ripetono la vita quotidiana degli Apaches. Questo ballo, brutalmente interpretato e danzato, comprendeva schiaffi e pugni, l'uomo tira la donna per i capelli, la getta a terra, la trascina e la lancia in aria, mentre lei lotta o finge l'incoscienza. Così le concordanze dei movimenti della danza con quelle moderne sono numerosi, in particolare con il rock and roll acrobatico ma anche con gli sport da combattimento e il wrestling. In certi casi la donna si può difendere e replicare.
Negli anni 1930 questa danza abbandonò le bettole e i bassifondi per venir ballata nei cabaret.
- Questa subcultura è parimenti legata a certi accessori che definirono lo "stile apache", uno stile particolare comprendente, fra l'altro:

il berretto apache
la camicia apache (sgualcita)
il coltello apache (un coltello tipo a serramanico detto in gergo le surin o l'eustache)

## Filmografia
- À la belle époque des mauvais garçons (archiviato dall'url originale il 16 aprile 2016), autore-realizzatore: Nicolas Lévy-Beff, autore: Emmanuel Migeot, produzione: AB, diffusione: Toute l'Histoire
- L'Apache, film di Joseph De Grasse, 1919
- Amore parigino, film di Louis J. Gasnier, 1925
- Casque d'or, film di Jacques Becker, 1952
- Destini in fiamme, 2019
- Gangs of Paris, film di Romain Quirot, 2023

### Scritti contemporanei
- Camille Toureng, « Les Apaches et la Presse », in Pages libres, nº 359, VII anno, 16 novembre 1907, pp. 489-502.
- « À propos des forçats, des apaches et de la presse (correspondance) », in Pages libres, nº 361, VII anno, 30 novembre 1907, pp. 568-571.
- Anonimo, « Les conscrits du crime », in Lectures pour tous , nº 10, juillet 1908.
- Lejeune, Faut-il fouetter les « apaches » ? La criminalité dans les grandes villes : psycho-physiologie de l'apache ; la pénalité applicable aux apaches, son insuffisance ; les châtiments corporels : avantages et inconvénients; esquisse de la flagellation pénale dans l'histoire et en législation comparée : les apaches et le fouet, Paris, Librairie du Temple, 1910, 117 pagine.

### Studi
- (FR) Dominique Kalifa, un texte de Paul Matter, in Chez les Apaches, Cahiers de la sécurité intérieure, n. 18, IV trimestre 1994,  pp. 159-170.
- (FR) Dominique Kalifa, récits de crimes et société à la Belle Époque, in L'encre et le sang, Paris, Fayard, 1995,  p. 351, ISBN 2-213-59513-5.
- (FR) Dominique Kalifa, Des apaches dans les cités, in L'Histoire, n. 218, febbraio 1998,  pp. 28-29.
- (FR) Dominique Kalifa, les représentations des Peaux-Rouges dans la France du XIXème siècle, in Archéologie de l'Apachisme, Revue d'histoire de l'enfance « irrégulière », n. 4, 2002,  pp. 19-37.
- (FR) Dominique Kalifa, Crime et culture au XIXème siècle, Parigi, Perrin, 2005,  p. 331, ISBN 2-262-02012-4. URL consultato il 24 dicembre 2016 (archiviato dall'url originale il 4 marzo 2016).
- Laurent Cousin, Les Apaches : délinquance juvénile à Paris au début du XXème siècle, mémoire de maîtrise, Histoire, Paris 7, 1976, dactylographié, 102 f°.
- Gérard Jacquemet, « La violence à Belleville au début du XXème siècle», in Bulletin de la société d'histoire de Paris et d'Île-de-France, 1978, pp. 141-167.
- Michelle Perrot, « Les "Apaches", premières bandes de jeunes », in Les marginaux et les exclus dans l'histoire, Cahiers Jussieu n° 5, Université Paris 7, Christian Bourgois editore, coll. « 10/18 », 1979. Repris in Les ombres de l'histoire. Crime et châtiment au XIXème siecle, Paris, Flammarion, 2001.
- Michelle Perrot, « Des Apaches aux Zoulous... ou de la modernité des Apaches », in Enfance délinquante, enfance en danger : une question de justice, actes du colloque de la Sorbonne, Paris, 1 et 2 février 1995, Paris, ministère de la Justice, 1996, pp. 49-54.
- Pierre Drachline, Claude Petit-Castelli, Casque d'or et les apaches, Paris, Renaudot et C.ie, 1990, ISBN 2-87742-052-3.
- Marc Uhry, Paris aux Apaches (1902-1914). Exemple de construction d'une peur hallucinatoire du criminel moderne, mémoire, IEP, Sciences politiques, Grenoble, 1994, dact., 103 et 65 f°.
- Catherine Coquio, « Le dernier des Apaches ou qui a peur à Paris vers 1900? », in Pierre Glaudes (dir.), Terreur et représentation, Éditions littéraires et linguistiques de l'université de Grenoble (ELLUG), 1996, pp. 63-82.
- (FR) Francis Démier, « Délinquants à Paris à la fin du XIXème siècle », in Recherches contemporaines, n. 4, 1997,  pp. 209-240. URL consultato il 15 gennaio 2025 (archiviato dall'url originale il 13 novembre 2014).
- Christiane Demeulenaere-Douyère, « Quand Le Petit Parisien inventait "les Apaches" », in Gavroche. Revue d'histoire populaire, XVII anno, n° 100, 1998, pp. 1-6.
- Jean-Jacques Yvorel, « De Gavroche aux Apaches. Sources et méthodes d'une histoire des illégalismes juvéniles », in Frédéric Chauvaud, Jacques-Guy Petit (dir.), « L'histoire contemporaine et les usages des archives judiciaires (1800-1939) », Histoire et archives, hors série n° 2, Paris, Honoré Champion, 1998, pp. 451-462.
- Odile Roynette, « Les Apaches à la caserne », in La Plume et le sabre. Mélanges offerts à Jean-Paul Bertaud, Paris, Publications de la Sorbonne, 2002, pp. 353-368.
- (DE) C. Bettina Schmidt, Jugendkriminalität und Gesellschaftskrisen. Umbrüche, Denkmodelle und Lösungsstrategien im Frankreich der Dritten Republik (1900-1914), Stuttgart, Franz Steiner Verlag, 2005,  p. 589. URL consultato il 15 gennaio 2025 (archiviato il 30 maggio 2024).
- C. Bettina Schmidt, « Élucider les images des "apaches". Pratiques, logiques et limites des enquêtes (1900-1914) », in Jean-Claude Farcy, Dominique Kalifa, Jean-Noël Luc (dir.), L'Enquête judiciaire en Europe au XIXème siècle, Paris, Éditions Créaphis, 2007, pp. 349-360.
- Jean-Claude Farcy, « Essai de mesure de la délinquance juvénile dans le Paris du XIXème siècle », in (collectif), Les Âmes mal nées. Jeunesse et délinquance urbaine en France et en Europe (XIXème-XXème siècles), Besançon, Presses universitaires de Franche-Comté, 2008, pp. 33-48.
- Jean-Claude Farcy, « Violence juvénile à Paris au temps des Apaches. Fin XIXème siècle – début du XXème », in Xavier De Weirt, Xavier Rousseaux (dir.), Violences juvéniles urbaines en Europe. Histoire d'une construction sociale, Louvain, Presses universitaires de Louvain, collana « Histoire, justice, sociétés », 2011, pp. 97-122.

### Saggi
- Edmond Locard, Contes apaches, Lyon, Éditions Lugdunum, 1934, 237
- Anonyme, « Délinquance et criminalité: regards sur le passé [les apaches, 1901-1905] », in Liaisons, nº 202, ottobre 1973, pp. 14-17.
- Claude Dubois, Apaches, voyous et gonzes poilus : le milieu parisien du début du siècle aux années soixante, Paris, Parigramme, 1996, 140 pagine, ISBN 2-84096-062-1. Nouvelle édition revue, corrigée et augmentée: Paris Gangster. Mecs, macs et micmacs du milieu parisien, Paris, Parigramme, 2004, 206
- (ES)  Servando Rocha, Apaches. Los salvajes de París, La Felguera, 2014

### Letteratura, teatro
- Alphonse Gallais, Amours d'apaches : roman de la basse pègre, Paris, P. Fort, 1903, 270-16 pagine
- Charles-Henry Hirsch, Le Tigre et Coquelicot, Paris, Librairie universelle, 1905, 351 pagine
- Mécislas Golberg, Le Sang des perles (en 1 acte, 6 scènes), Sèvres, Société de l'édition libre, 1911, 40 pagine
- Alfred Machard, L'Épopée au faubourg, récits et romans de Paris (édition définitive), Paris, Éditions Diderot, 2 voll., 1946, pp. 379 e 331